# Toledo Jeeps
Los Toledo Jeeps fueron un equipo de baloncesto que jugó dos temporadas en la National Basketball League (NBL), competición antecesora de la actual NBA, con sede en la ciudad de Toledo (Ohio). Fue fundado en 1946.

## NBL
El equipo entró en la NBL en la temporada 1946-47, y finalizó empatado en el tercer puesto de la División Este con Syracuse Nationals con 21 victorias y 23 derrotas. En la primera ronda de los playoffs, los Jeep perdieron por 3-2 ante Fort Wayne Zollner Pistons y cayeron eliminados. El equipo contaba con Hal Tidrick, que finalizó como el quinto máximo anotador de la liga con 13.3 puntos y fue incluido en el segundo mejor quinteto del año.
Por su clasificación a los playoffs, Toledo fue uno de los 14 equipos que disputó el World Professional Basketball Tournament en Chicago. En primera ronda eliminó a New York Renaissance por 62-59, a Midland Dow Chemical en cuartos de final por 59-55, y a Fort Wayne Zollner Pistons en semifinales por 61-59, plantándose sorprendentemente en la final. En ella, Indianapolis Kautskys ganó a los Jeeps fácilmente por 62-47 y se coronó campeón del torneo. Julie Rivlin, entrenador-jugador de Toledo, formó parte del mejor quinteto de la competición y ganó el MVP.
En la temporada 1947-48, los Jeeps ocuparon la quinta plaza del Este con un récord de 22 victorias y 37 derrotas. El pobre rendimiento en el último año hizo que el equipo desapareciese al final de la campaña. Toledo Jeeps fue reemplazado por los Hammond Calumet Buccaneers.  

### Trayectoria
Nota: G: Partidos ganados P:Partidos perdidos 
| Temporada | Liga | G  | P  | %    | Posición | División      | Play-offs          |
| --------- | ---- | -- | -- | ---- | -------- | ------------- | ------------------ |
| 1946-47   | NBL  | 21 | 23 | .477 | 3º       | División Este | Pierde en 1ª Ronda |
| 1947-48   | NBL  | 22 | 37 | .373 | 5º       | División Este | No se clasificó    |